# Crazy Taxi 2
Crazy Taxi 2 es un videojuego de carreras de 2001 y la segunda entrega de la serie Crazy Taxi. Fue lanzado para la Dreamcast y fue más tarde portado para la PSP como parte de Crazy Taxi: Fare Wars en 2007. Es el último juego Crazy Taxi en ser lanzado para la Dreamcast luego fue descontinuado el 31 de marzo de 2001.
Crazy Taxi 2 introducidas varias nuevas características no establecidas en el original, incluyendo dos nuevas ciudades, "Around Apple" y "Small Apple", ambas algo basadas en New York City. Las nuevas ciudades comparten cuatro nuevos conductores por defecto, trayendo el total de personajes jugables a ocho pero iniciando con 4 nuevos personajes.

## Jugabilidad
La jugabilidad es muy similar al original Crazy Taxi, y se centra alrededor de la recolección de personas hasta destinos que son destacados con aros coloreados, y dejándolas caer fuera en el destino fijado.
Distinto a su predecesor, Crazy Taxi 2 permite al jugador llevar múltiples pasajeros. El juego también corta la introducción de la característica "Crazy Hop", que permite al jugador saltar sobre determinadas superficies para ahorrar tiempo, cuando transportan pasajeros de taxi alrededor de las locaciones. Al ejecutar   movimientos tales como el "Crazy Hop" y el "Crazy Dash", el conductor acumula propinas de sus pasajeros, que aumenta el total de puntos.
Cada cliente quiere tener un diferente  color aparecen encima de él o ella con signo de dinero según el color. Verde distancia medio larga, amarillo rango medio mitad y rojo distancia medio corta. La distancia más larga, más dinero el jugador puede ganar. Hay un límite de tiempo durante la conducción de cada cliente hacia el destino. Si el límite de tiempo expira antes de llegar al destino, el cliente querá saltar fuera de la cabina. El juego no tiene restricción para jugadores aparte de un límite de tiempo, permitiendo a jugadores conducir rápido e inconsiderado como deseen.
Esta secuela incluye una banda sonora modificada con bandas de rock The Offspring y Methods of Mayhem. El juego además tiene algunos modos en línea en la forma de una tabla de puntos, y compartir repetición. También hay algunos ítems desbloqueables y mapas que los jugadores necesitan para ganar en los minijuegos para desbloquearlos.